# De profeet

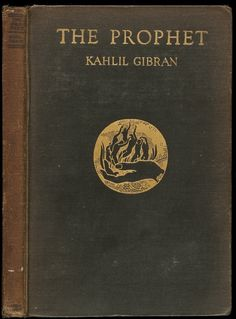
Eerste druk uit 1923

The Prophet (Nederlands: De profeet) is een boek geschreven door de Libanees-Amerikaanse dichter en schrijver Kahlil Gibran. Het boek, oorspronkelijk gepubliceerd in 1923, bestaat uit 26 prozagedichten en is Gibrans meest erkende werk. Vertaald in meer dan 50 talen, is het een van de meest vertaalde boeken in de geschiedenis en het is tevens een van de bestverkochte boeken aller tijden.
Ondanks een bescheiden start verkreeg De Profeet gestaag populariteit en heeft het wereldwijd miljoenen exemplaren verkocht. Kahlil Gibran liet zich inspireren door diverse religieuze tradities, waaronder het 
Bahai-geloof, de Islam en Soefisme. Zijn overtuiging in de fundamentele eenheid van religies weerspiegelt zich in het boek.

## Verhaal
De kern van het verhaal draait om de profeet Al Mustafa, die na 12 jaar in de stad Orphalese te hebben gewoond, voorbereidingen treft om naar huis te gaan. Zijn vertrek wordt onderbroken door een groep mensen met wie hij diepgaande gesprekken voert over levenskwesties zoals liefde, huwelijk, kinderen, werk, vreugde en verdriet.

## Film
In 2014 kwam er een animatiefilm genaamd The Prophet uit waarin Liam Neeson de stem van Al Mustafa inspreekt.

## Externe Links
- The Prophet